# Sammie
Sammie Bush (* 1. März 1987 in Boynton Beach, Florida) ist ein US-amerikanischer R&B-Sänger.

## Leben und Wirken
Sammie Bush sang schon als kleines Kind und hatte mit vier Jahren seinen ersten Soloauftritt im Kirchenchor. Auch in der Schule fiel sein musikalisches Talent auf, und er wechselte an eine Schule mit einem Musikförderprogramm. Mit zwei anderen Schülern sang er zusammen als Wonder 3, die in die Fernsehsendung Showtime at the Apollo eingeladen wurden. Dort trat er 1998 auch als Solosänger an und gewann das Showfinale.
Daraufhin meldete sich der Produzent Dallas Austin bei ihm, und mit knapp 13 Jahren erschien sein erstes Album From the Bottom to the Top. Das Album und die Debütsingle I Like It waren sofort sehr erfolgreich; beide erreichten auf Anhieb Gold-Status.
In den folgenden Jahren unterbrach er seine Musikkarriere und schloss erst eine normale Schulausbildung ab, bevor er mit 18 Jahren erneut mit Dallas Austin einen zweiten Anlauf unternahm. Allerdings konnte er nicht an den Erfolg seines Debüts als Kinderstar anknüpfen. Zwar kam das Album noch in die Top 10 der R&B-Charts, erwies sich aber als recht kurzlebig, und auch die ersten beiden Singleauskopplungen waren nur kleinere R&B-Hits.
Danach trennte sich Sammie von Austin und gründete mit seinem Manager Malcolm Lee ein eigenes Label. Bevor er drei Jahre später sein drittes Album fertiggestellt hatte, konnte er sich noch einmal mit einem größeren Erfolg zurückmelden. An der Seite von Soulja Boy hatte er Anfang 2009 mit dessen Veröffentlichung Kiss Me Thru the Phone einen Top-3-Hit in den US-Singlecharts.

## Diskografie
Alben
- From the Bottom to the Top (2000)
- Sammie (2006)
- Coming of Age (2009)

Singles
- I Like It (2000)
- Crazy Things I Do (2000)
- You Should Be My Girl (feat. Sean P; 2006)
- Come with Me (2007)
- Feelin’ It (2007)
- Kiss Me Thru the Phone (Soulja Boy feat. Sammie; 2008)